# 布道恩
布道恩（Budaun），是印度北方邦布道恩縣的一个城镇。总人口148138（2001年）。

## 人口
该地2001年总人口148138人，其中男性78294人，女性69844人；0—6岁人口21199人，其中男11444人，女9755人；识字率56.12%，其中男性为59.51%，女性为52.32%。